# حارة مذبح - أسعد الكامل (صنعاء)

تعديل مصدري - تعديل

حارة مذبح - أسعد الكامل هي إحدى حارات حي معين بمديرية معين إحد مديريات العاصمة اليمنية صنعاء، بلغ تعداد سكانها 439 نسمة حسب تعداد اليمن لعام 2004.